# Список префектів преторіанської гвардії
Список префектів преторіанської гвардії — перелік префектів від започаткування посади першим імператором до реформи Костянтина I.

## Префекти від Октавіана Августа до Костянтина Великого
| Префект преторія                   | Термін            | Правління імператора           |
| ---------------------------------- | ----------------- | ------------------------------ |
| Публій Салвій Аспер                | 2 до н. е.        | Октавіан Август                |
| Квінт Осторій Скапула              | 2 до н. е.        | Октавіан Август                |
| Публій Варій Лігур                 | невідомо          | Октавіан Август                |
| Луцій Сей Страбон                  | 14-15 н. е.       | Октавіан Август, Тиберій       |
| Луцій Елій Сеян                    | 14 −31            | Тиберій                        |
| Квінт Невій Корд Суторій Макрон    | 31 — 38           | Тиберій, Калігула              |
| Марк Аррецін Клемент               | 38 — 41           | Калігула                       |
| Луцій Аррунцій Стелла              | 38 — 41           | Калігула                       |
| Руфрій Полліон                     | 41 — 43           | Клавдій                        |
| Катоній Юст                        | 41- 43            | Клавдій                        |
| Руфрій Криспін                     | 43 — 50           | Клавдій                        |
| Луцій Лусій Гета                   | 47 — 50           | Клавдій                        |
| Секст Афраній Бурр                 | 50 — 62           | Клавдій, Нерон                 |
| Луцій Феній Руф                    | 62 — 65           | Нерон                          |
| Гай Софоній Тигеллін               | 62 — 68           | Нерон                          |
| Гай Нимфідій Сабін                 | 65 — 68           | Нерон                          |
| Корнелій Лакон                     | 68 — 69           | Гальба                         |
| Плотій Фірм                        | 69                | Отон                           |
| Ліциній Прокул                     | 69                | Отон                           |
| Публій Сабін                       | 69                | Вітеллій                       |
| Альфеній Вар                       | 69                | Вітеллій                       |
| Юній Пріск                         | 69                | Вітеллій                       |
| Аррій Вар                          | 69 — 70           | Веспасіан                      |
| Марк Аррецін Клемент               | 70 — 71           | Веспасіан                      |
| Тиберій Юлій Олександр             | 71- дата невідома | Веспасіан                      |
| Тит Флавій Веспасіан               | 71 — 79           | Веспасіан                      |
| Луцій Юлій Урс                     | 81 — 83           | Доміціан                       |
| Корнелій Фуск                      | 81 — 86           | Доміціан                       |
| Луцій Лаберій Максим               | 83 — 84           | Доміціан                       |
| Касперій Еліан                     | 84 — 94           | Доміціан                       |
| Тит Флавій Норбан                  | 94 — 96           | Доміціан                       |
| Тит Петроній Секунд                | 94 — 96           | Доміціан                       |
| Касперій Еліан                     | 96 — 98           | Нерва                          |
| Секст Аттій Субуран Еміліан        | 98 — 101          | Траян                          |
| Тиберій Клавдій Лівіан             | 101 — 112         | Траян                          |
| Публій Ацилій Аттіан               | 112 — 119         | Траян, Адріан                  |
| Сервій Сульпіцій Сіміліс           | 112 — 119         | Траян, Адріан                  |
| Гай Септицій Клар                  | 119 — 121         | Адріан                         |
| Квінт Марцій Турбон                | 119- д/н          | Адріан                         |
| Марк Петроній Мамерцін             | 139 — 143         | Адріан, Антонін Пій            |
| Марк Гавій Максим                  | 136 — 156         | Адріан, Антонін Пій            |
| Гай Таттій Максим                  | 156 — 159         | Антонін Пій                    |
| Фабій Корнелій Репентін            | 159 — д/н         | Антонін Пій                    |
| Фурій Вікторин                     | 160 — 168         | Антонін Пій, Марк Аврелій      |
| Macrinius Vindex                   | д/н               | Марк Аврелій                   |
| Марк Бассей Руф                    | 168 — 177         | Марк Аврелій                   |
| Публій Таррунтеній Патерн          | by 179–182?       | Марк Аврелій, Коммод           |
| Секст Тігідій Перенн               | 180 — 185         | Коммод                         |
| Нігер                              | 185               | Коммод                         |
| Марк Кварт                         | 185               | Коммод                         |
| Тит Лонгей Руф                     | 185 — 187         | Коммод                         |
| Публій Атілій Ебутіан              | 185 — 187         | Коммод                         |
| Марк Аврелій Клеандр               | 187 — 189         | Коммод                         |
| Луцій Юлій Вегілій Грат Юліан      | 188 — 189         | Коммод                         |
| Регілл                             | 189               | Коммод                         |
| Мотілен                            | 190               | Коммод                         |
| Квінт Емілій Лет                   | 192 — 193         | Коммод, Пертінакс, Дідій Юліан |
| Тит Флавій Геніал                  | 193               | Дідій Юліан                    |
| Туллій Криспін                     | 193               | Дідій Юліан                    |
| Флавій Ювенал                      | 193 — by 200      | Дідій Юліан, Септіміус Северус |
| Децим Ветурій Макрін               | 193 — 200         | Дідій Юліан, Септіміус Северус |
| Гай Фульвій Плавтіан               | 197 — 205         | Септіміус Северус              |
| Квінт Емілій Сатурнін              | 200               | Септіміус Северус              |
| Марк Аврелій Юліан                 | 200-/205          | Септіміус Северус, Каракалла   |
| Марк Флавій Друзіан                | c. 204/204        | Септіміус Северус, Каракалла   |
| Емілій Папініан                    | 205 — 211         | Септіміус Северус, Каракалла   |
| Квінт Мецій Лет                    | 205 — 215         | Септіміус Северус, Каракалла   |
| Валерій Патруін                    | 211 — 212         | Каракалла                      |
| Гней Марцій Рустій Руфін           | 212 — 217         | Каракалла                      |
| Марк Оклатіній Адвент              | 215 — 217         | Каракалла                      |
| Марк Опеллій Макрін                | 212 — 217         | Каракалла                      |
| Ульпій Юліан                       | 217 — 218         | Макрін                         |
| Юліан Нестор                       | 217 — 218         | Макрін                         |
| Юлій Басіліан                      | 218               | Геліогабал                     |
| Публій Валерій Комазон Евтихіан    | 218 — 221         | Геліогабал                     |
| Тіт Мессій Екстрикат               | 218 — 222         | Геліогабал                     |
| Антіохан                           | 221 — 222         | Геліогабал                     |
| Флавіан                            | 222 — д/н         | Александр Север                |
| Геміній Хрест                      | 222 — д/н         | Александр Север                |
| Гней Доміцій Анній Ульпіан         | 222 — 228         | Александр Север                |
| Луцій Доміцій Гонорат              | 223 — д/н         | Александр Север                |
| Марк Едіній Юліан                  | 223 — 238         | Александр Север                |
| Марк Аттій Корнеліан               | 230 — 230         | Александр Север                |
| Юлій Павл                          | 228 — 235         | Александр Север                |
| Віталіан                           | д/н — 238         | Максимін Фракієць              |
| Аннуллін                           | д/н — 238         | Максимін Фракієць              |
| Пінарій Валент                     | 238               | Пупієн; Бальбін                |
| Доміцій                            | 240 — д/н         | Гордіан III                    |
| Гай Фурій Сабіній Аквіла Тімесітей | 241 — 243         | Гордіан III                    |
| Гай Юлій Пріск                     | 242 — 246         | Гордіан III; Марк Юлій Філіпп  |
| Марк Юлій Філіпп                   | 243 — 244         | Гордіан III                    |
| Мецій Гордіан                      | 244               | Гордіан III                    |
| Квінт Геренній Потент              | 249? — 251        | Децій                          |
| Сецессіан                          | 257 — 260         | Валеріан                       |
| Сільван                            | д/н — 260         | Галлієн                        |
| Калліст Балліста                   | 260 — 261         | Макріан                        |
| Луцій Петроній Тавр Волузіан       | 260 — 267         | Галлієн                        |
| Марк Аврелій Геракліан             | 268 — д/н         | Галлієн                        |
| Юлій Плацидіан                     | 270 — 275         | Авреліан                       |
| Марк Анній Флоріан                 | 275 — 276         | Марк Клавдій Тацит             |
| Марк Аврелій Кар                   | д/н — 282         | Проб                           |
| Луцій Флавій Апер                  | 282 — 284         | Нумеріан                       |
| Марк Аврелій Сабін Юліан           | 283 — 284         | Карін                          |
| Тіт Клавдій Марк Аврелій Аристобул | 284 — 285         | Карін; Діоклетіан              |
| Афраній Ганнібаліан                | 285- 297          | Діоклетіан                     |
| Юлій Асклепіодот                   | 285 — 297         | Діоклетіан; Констанцій I Хлор  |
| Констанцій Хлор                    | ?? — ??           | Діоклетіан                     |
| Гай Цейоній Руф Волузіан           | д/н               | Максенцій                      |
| Публій Корнелій Анулін             | д/н               | Максенцій                      |
| Рурицій Помпеян                    | д/н — 312         | Максенцій                      |
| Юлій Юліан                         | 315 — 324         | Ліціній                        |
| Юній Анній Басс                    | 318 — 331         | Костянтин Великий              |